# Gustavus John Esselen
Gustavus John Esselen (* 30. Juni 1888 in Roxbury (Massachusetts); † 22. Oktober 1952) war ein US-amerikanischer Industriechemiker.

## Leben
Er studierte an der Harvard University mit dem Bachelor-Abschluss in Chemie 1909 magna cum laude und wurde dort 1912 promoviert. Danach war er bis 1921 Forschungschemiker bei General Electric in Lynn und anschließend bei der Arthur D. Little Inc. in Cambridge (Massachusetts). 1930 gründete er seine eigene Firma, die Gustavus J. Esselen Inc. (später Esselen Research Corporation und danach die Esselen Research Division der United States Testing Co. Inc.). Er forschte dort im Auftrag der Industrie und hielt über 40 US-Patente.
Bei Arthur D. Little entwickelte er eine Handtasche aus einer Kunstseide, die aus Kollagen aus Schweineohren gemacht wurde (und damit das englische Sprichwort widerlegte You can’t make a silk purse out of a sow’s ear). Später entwickelte er unter anderem Anhydride für die Härtung von Epoxidharzen und Sicherheitsglas mit Polyvinylbutyral, die erheblichen kommerziellen Erfolg hatten.
1922/23 war er Vorsitzender der Northeastern Section der American Chemical Society und war in deren nationalen Rat. Er stand 1928 und 1939 der Tagung der ACS in Boston vor. Er war Ehrenmitglied des American Institute of Chemists. 1919 bis 1951 stand er der US-amerikanischen Sektion der Society of Chemical Industry vor. Er war Mitglied der American Academy of Arts and Sciences.
Die Northwestern Section der American Chemical Society vergibt den Gustavus John Esselen Award für Fortschritte der Chemie von öffentlichem Interesse. Er wird jährlich seit 1987 verliehen und ist mit 5000 Dollar dotiert.
1912 heiratete er Henrietta W. Locke, mit der er drei Kinder hatte.